# 1801 dans le catholicisme
Chronologie du catholicisme
- 1797
- 1798
- 1799
- 1800
- 1801
- 1802
- 1803
- 1804
- 1805

Cet article présente les faits marquants de l'année 1801 dans le catholicisme.

## Évènements
- 23 février : Création de 24 cardinaux (dont 11 in pectore) par Pie VII.
- 15 juillet : Signature du Concordat entre la France et l'Église catholique (abrogation de la Constitution civile du clergé).
- 15 août : Ratification du concordat avec la France par le pape Pie VII par la bulle Ecclesia Christi.
- 29 novembre : Bulle Qui Christi Domini de Pie VII - En conséquence du Concordat, réorganisation des diocèses en France - dont de nombreuses suppressions de diocèses d'Ancien Régime (notamment dans le sud de la France) et une délimitation des territoires largement calquée sur celle des départements. Les diocèses retrouvent leurs noms traditionnels (ville du siège de l'évêque), disparus lors de la Constitution civile du clergé. La réorganisation touche aussi des diocèses dont les sièges sont situés aujourd'hui hors de France.

## Naissances
- 6 janvier : Bienheureux Louis-Édouard Cestac, prêtre français, fondateur des Servantes de Marie d'Anglet († 27 mars 1868)
- 8 janvier : Alexis Mailloux, prêtre et historien canadien († 4 août 1877)
- 23 janvier : Jean-Pierre Gury, prêtre jésuite et théologien français († 18 avril 1866)
- 30 janvier : Pierre-Jean De Smet, prêtre jésuite et missionnaire belge auprès des Amérindiens († 23 mai 1873)
- 2 février : Louis Amédée Rappe, prélat et missionnaire français, premier évêque de Cleveland († 8 septembre 1877)
- 15 février : Giuseppe Luigi Trevisanato, cardinal italien, patriarche de Venise († 28 avril 1877)
- 21 février : Saint John Henry Newman, cardinal et théologien britannique converti de l'anglicanisme († 11 août 1890)
- 28 février : François Gros, prélat français, évêque de Tarentaise († 8 décembre 1883)
- 2 mars : Alessandro Barnabò, cardinal italien de la Curie († 24 février 1874)
- 4 mars : Frédéric Studer, prêtre jésuite et éducateur français († 1875)
- 31 mars : François-Augustin Gérault, prêtre et historien français († 28 mai 1875)
- 3 avril : Giovanni Gnifetti, prêtre et alpiniste italien († 4 décembre 1867)
- 4 avril : Jules Emmanuel Ravinet, prélat français, évêque de Troyes († 28 mars 1881)
- 16 avril : Luigi Vannicelli Casoni, cardinal italien, archevêque de Ferrare († 21 avril 1877)
- 23 avril : José Jorge Viteri y Ungo, prélat salvadorien, premier évêque de San Salvador († 25 juillet 1853)
- 22 mai : Bienheureux Marc-Antoine Durando, prêtre lazariste italien, fondateur des Sœurs nazaréennes de la Passion († 10 décembre 1880)
- 8 juin : Michel Guérin, prêtre français, curé de Pontmain au temps de l'apparition, serviteur de Dieu († 29 mai 1872)
- 29 juin : Pietro Alfieri, moine bénédictin et musicologue italien († 12 juin 1863)
- 31 juillet : Sainte Thérèse Verzeri, religieuse italienne, fondatrice des Filles du Sacré-Cœur de Jésus de Verzeri († 3 mars 1852)
- 9 août : Grégoire Banckaert, prêtre belge, supérieur général des Frères de la charité de Gand († 22 février 1868)
- 21 août : Polycarpe Gondre, religieux français, second fondateur des Frères du Sacré-Cœur, vénérable († 9 janvier 1859)
- 28 septembre : Bienheureuse Catherine Cittadini, religieuse et éducatrice italienne, fondatrice des Ursulines de saint Jérôme († 5 mai 1857)
- 13 octobre : Jean-Baptiste Debrabant, prêtre français, fondateur des Sœurs de la sainte union des Sacrés Cœurs († 18 février 1880)
- 24 octobre : Josef Šmidinger, prêtre et patriote bohémien († 2 février 1852)
- 2 novembre : Bienheureux Louis Biraghi, prêtre italien, fondateur des Sœurs de Sainte Marcelline († 11 août 1879)
- 9 novembre : Reine Antier, religieuse française, fondatrice des Sœurs de l'Enfant-Jésus de Chauffailles († 28 octobre 1883)
- 18 novembre : Théodore Perrin, prêtre, journaliste, éditeur et libraire français († date inconnue)
- 1er décembre : Lorenzo Barili, cardinal italien de la Curie († 8 mars 1875)
- 4 décembre : Gabriel della Genga Sermattei, cardinal italien, archevêque de Ferrare († 10 février 1861)
- 11 décembre : Jean-Baptiste Pompallier, prélat et missionnaire français, premier évêque d'Auckland († 21 décembre 1871)
- Date précise inconnue : 
  - Sainte Lucie Pak Hui-sun, laïque coréenne, martyre († 24 mai 1839)
  - Bienheureuse Marie Yi Seong-rye, laïque coréenne, martyre († 31 janvier 1840)

## Décès
- 21 janvier : Augustin-René-Louis Le Mintier, prélat français, dernier évêque de Tréguier (° 28 décembre 1729)
- 4 février : Guillaume Besaucèle, prélat français, évêque constitutionnel de l'Aude (° 3 septembre 1712)
- 24 février : Joseph-François Marie, prêtre et mathématicien français (° 25 novembre 1738)
- 25 février : Benedetto Stay, prêtre, fonctionnaire de la Curie et poète italien (° 1714)
- 14 mars : Ignacy Krasicki, prélat, poète et écrivain polonais, archevêque de Gniezno (° 3 février 1735)
- 24 mars : Bienheureux Diego Joseph de Cadix, religieux capucin espagnol (° 30 mars 1743)
- 25 mars : Charles Gaignard, prêtre, écrivain et éducateur français (° 10 février 1735)
- 29 mars : Juan Antonio Mayans, prêtre, historien, archéologue et recteur d'université espagnol (° 23 mars 1718)
- Avril : Bienheureuse Barbara Sim A-gi, laïque coréenne, martyre (° 1783)
- 12 avril : Henri Davin, prêtre et homme politique français (° 15 mars 1718)
- 13 avril : Pierre Suzor, prélat français, évêque constitutionnel d'Indre-et-Loire (° 25 février 1733)
- 30 avril : Manuel Risco, prêtre augustin et historien espagnol (° 1735)
- 1er mai : Ignace-François de Joannis de Verclos, prélat français, dernier évêque de Mariana et Accia (° 19 février 1733)
- 14 mai : Bienheureuse Lucie Yun Un-hye, laïque coréenne, martyre (° vers 1780)
- 28 mai : Jean-Marie Jacob, prélat français, évêque constitutionnel des Côtes-du-Nord (° 21 août 1741)
- 10 juin : Maria Teresa Cucchiari, religieuse et éducatrice italienne, fondatrice des Sœurs trinitaires de Rome, servante de Dieu (° 10 octobre 1734)
- 18 juin : Manuel Lacunza, prêtre jésuite, enseignant et théologien espagnol (° 19 juillet 1731)
- 2 juillet : 
  - Bienheureuse Suzanne Kang Gyeong-bok, laïque coréenne, martyre (° 1762)
  - Bienheureuse Colombe Kang Wan-suk, laïque et catéchiste coréenne, martyre (° 1761)
  - Bienheureuse Juliane Kim Yeon-i, laïque coréenne, martyre (° date inconnue)
  - Bienheureuse Viviane Mun Yeong-in, laïque coréenne, martyre (° 1776)
- 13 juillet : Antoine-Félix de Leyris d'Esponchez, prélat français, dernier évêque d'Elne (° 20 décembre 1750)
- 9 août : Fedele Tirrito, religieux capucin, écrivain et peintre italien (° 18 janvier 1717)
- 26 août : Pierre-Louis de Leyssin, prélat français, dernier archevêque d'Embrun (° 2 mai 1721)
- 11 septembre : Antoine Bouchier, prélat français, évêque constitutionnel de la Dordogne (° 5 juillet 1741)
- 14 septembre : Hélène Wallraff, mystique et « prophétesse » allemande (° 1755)
- 23 septembre : György Pray, prêtre jésuite, libraire et historien hongrois (° 11 septembre 1723)
- 7 novembre : François-Alexis Davoust, moine bénédictin et homme politique français (° 30 août 1727)
- 16 novembre : Mauritius Ribbele, religieux bénédictin, abbé de l'abbaye Saint-Blaise (° vers 1730)
- 17 novembre : Christophe Antoine Gerle, religieux chartreux et homme politique français (° 25 octobre 1736)
- 18 novembre : Pierre Joseph de Beauchamp, religieux cistercien, diplomate et astronome français (° 28 juin 1752)
- 30 novembre : Hubert Alavoine, prêtre et homme politique français (° 13 novembre 1737)
- 3 décembre : Claude Guyon, prêtre et homme politique français (° 24 octobre 1724)
- 13 décembre : Muzio Gallo, cardinal et historien italien, évêque de Viterbe (° 15 avril 1721)
- 19 décembre : Francesco Saverio de Zelada, cardinal italien de la Curie (° 27 août 1717)
- 22 décembre : Martin-Joseph Bracq, prêtre et homme politique français (° 7 septembre 1743)
- 28 décembre : Giovanni Rinuccini, cardinal italien de la Curie (° 22 juillet 1743)
- 31 décembre : Giuseppe Maria Capece Zurlo, cardinal italien, archevêque de Naples (° 3 janvier 1711)
- Date précise inconnue : 
  - Jean Colson, prêtre et homme politique français (° 24 octobre 1734)
  - Manuel de Figueiredo, religieux oratorien et grammairien portugais (° 15 juillet 1725)
  - Charles Leclerc de Montlinot, prêtre et journaliste français (° 13 janvier 1731)